# Metanycles contracta
Metanycles contracta är en fjärilsart som beskrevs av Walker 1864. Metanycles contracta ingår i släktet Metanycles och familjen bastardsvärmare. Inga underarter finns listade i Catalogue of Life.